# Saint-Cyprien (Lot)
Saint-Cyprien [sɛ̃ sipʁijɛ̃] (okzitanisch Sent Crabasi) ist eine Ortschaft und eine Commune déléguée in der französischen Gemeinde Lendou-en-Quercy mit 241 Einwohnern (Stand 1. Januar 2022) im Département Lot in der Region Okzitanien (vor 2016 Midi-Pyrénées).
Zum 1. Januar 2018 wurde Saint-Cyprien mit Lascabanes und Saint-Laurent-Lolmie zur Commune nouvelle Lendou-en-Quercy zusammengelegt. Der Verwaltungssitz befindet sich in Saint-Cyprien. Die Gemeinde Saint-Cyprien gehörte zum Arrondissement Cahors und zum Kanton Luzech.

## Lage
Saint-Cyprien liegt etwa 30 Kilometer nördlich von Montauban am Fluss Lendou in der Landschaft des Quercy. 

## Bevölkerungsentwicklung
| Jahr                       | 1962 | 1968 | 1975 | 1982 | 1990 | 1999 | 2006 | 2013 |
| Einwohner                  | 347  | 331  | 298  | 300  | 306  | 309  | 308  | 287  |
| Quellen: Cassini und INSEE |      |      |      |      |      |      |      |      |

## Sehenswürdigkeiten
- Kirche Saint-Cyprien
- Burg Marcillac aus dem 12./13. Jahrhundert, Monument historique seit 1977